# Дерматом (анатомия)
Дерматом — это участок кожи, из которого все сенсорные (чувствительные, афферентные) нервы направляются в один и тот же корешок спинномозгового нерва. Имеется 8 шейных нервов (исключением является C1, как правило не имеющий дерматома), 12 грудных нервов, 5 поясничных нервов и 5 крестцовых нервов. Сенсорные нервы передают информацию о прикосновении, боли, температуре и вибрации от кожи в спинной мозг.
Слово дерматом образовано от древнегреческого δέρμα «кожа, шкура» и τέμνω «разрез».
В районе грудной клетки и живота, дерматомы имеют вид поперечных полос, вдоль конечностей - продольных полос. 

## Анатомические ориентиры дерматомов
Ниже приводится список спинномозговых нервов и точек на теле, которые характерно принадлежат дерматому определенного нерва: 
C2 – не менее чем на один см латеральнее затылочного выступа у основания черепа. Альтернативно, точка на расстоянии не менее 3 см за ухом.
С3 – В надключичной ямке, по среднеключичной линии.
С4 – над акромиально-ключичным суставом .
C5 – На латеральной (радиальной) стороне локтевой ямки, проксимальнее локтя.
С6 – На дорсальной поверхности проксимальной фаланги большого пальца.
С7 – На дорсальной поверхности проксимальной фаланги среднего пальца.
С8 – На дорсальной поверхности проксимальной фаланги мизинца.
Т1 – на медиальной (локтевой) стороне локтевой ямки, дистальнее медиального надмыщелка плечевой кости.
Т2 – на верхушке подмышечной впадины .
Т3 – пересечение среднеключичной линии и третьего межреберья.
Т4 – Пересечение среднеключичной линии и четвертого межреберья, расположенное на уровне сосков.
Т5 – Пересечение среднеключичной линии и пятого межреберья, горизонтально расположенное на полпути между уровнем сосков и уровнем мечевидного отростка.
Т6 – Пересечение среднеключичной линии и горизонтального уровня мечевидного отростка .
Т7 – Пересечение среднеключичной линии и горизонтального уровня на четверти расстояния между уровнем мечевидного отростка и уровнем пупка .
Т8 – Пересечение среднеключичной линии и горизонтального уровня на половине расстояния между уровнем мечевидного отростка и уровнем пупка.
Т9 – Пересечение среднеключичной линии и горизонтального уровня на трех четвертях расстояния между уровнем мечевидного отростка и уровнем пупка.
Т10 – пересечение среднеключичной линии на горизонтальном уровне пупка.
Т11 – пересечение среднеключичной линии на горизонтальном уровне посередине между уровнем пупка и паховой связкой.
Т12 – пересечение среднеключичной линии и середины паховой связки.
L1 – на полпути между ключевыми сенсорными точками T12 и L2. 
L2 – на передне-медиальной поверхности бедра, в середине линии, соединяющей среднюю точку паховой связки и медиальный надмыщелок бедренной кости.
L3 – у медиального надмыщелка бедренной кости .
L4 – над медиальной лодыжкой .
L5 – на тыле стопы в области третьего плюснефалангового сустава.
S1 – На латеральной стороне пяточной кости.
S2 – посередине подколенной ямки.
S3 – Над бугристостью седалищной кости или внутриягодичной складкой.
S4 и S5 – в перианальной области, менее чем на один см латеральнее кожно-слизистой зоны.

## Клиническое значение
Симптомы в конкретном дерматоме (например, боль или сыпь), могут указывать на патологию, затрагивающую соответствующий нервный корешок. Например, соматическую дисфункцию позвоночника или вирусную инфекцию. 
При отраженной боли сенсорные нервные волокна от дерматомов могут соединяться на том же уровне спинного мозга , что и общие висцеральные афферентные волокна, например, от сердца. Когда стимулируются общие висцеральные сенсорные волокна, центральная нервная система не может четко определить, исходит ли боль от стенки тела или от внутренних органов, поэтому она воспринимает боль как исходящую откуда-то из стенки тела, например, из левой руки/кисти.  Таким образом, боль «отсылает» к смежным дерматомам одного и того же сегмента позвоночника.